# Trey Freeman (nadador)
Trey Freeman III (24 de marzo de 2000) es un deportista estadounidense que compite en natación. Ganó dos medallas en el Campeonato Mundial Junior de Natación de 2017, plata en 4 × 200 m libre y bronce en 400 m libre.